# Muricodrupa jacobsoni
Muricodrupa jacobsoni là một loài ốc biển, là động vật thân mềm chân bụng sống ở biển thuộc họ Muricidae, họ ốc gai.

## Phân bố

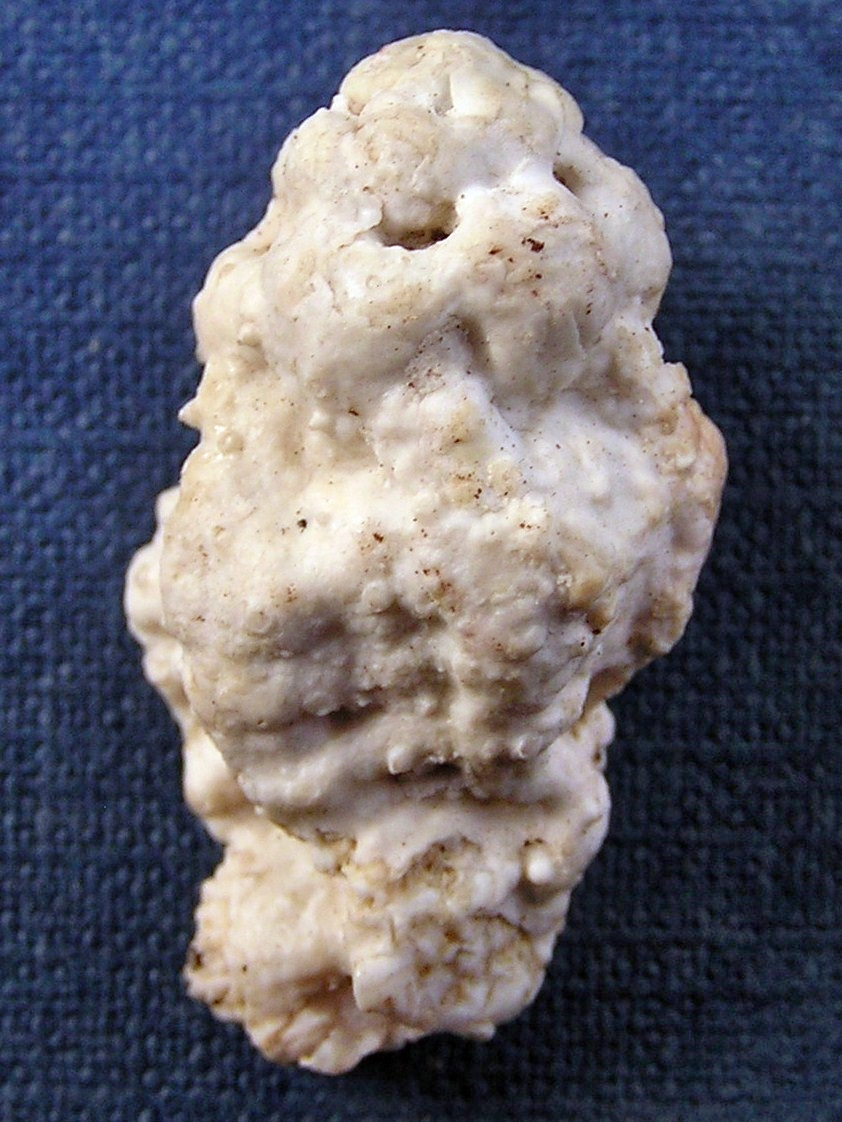
Muricodrupa jacobsoni, abapertural view